# 한국삼육중학교
한국삼육중학교는 서울특별시 노원구 공릉2동에 위치한 사립 중학교이다. 대한제국 시기인 1906년에 개교한 학교이며, 경기도 구리시에 위치한 서울삼육중학교와는 다른 학교이다. 3개 학년으로 구성되어 있으며 모든 학생을 대상으로 원어민 진행 토론식 영어 교육을 수준별 소그룹 형태로 진행하고 있다.

## 역사
한국삼육중학교는 1906년 10월 10일 평안남도 순안에서 시작한 의명학교(義明學校)에 뿌리를 두고 있으며 2006년 100주년 기념식을 가졌다. 1930년대 서울로 본거지를 옮긴 후 일제의 탄압에 굴복해 폐교되었다.
해방 후 1947년 9월 1일 이재명 초대 교장이 서울 면목동 경성삼육원 자리에서 수업을 재개하여 학교를 재건하였고, 1949년 태릉에 있는 이왕직 소유의 20만평의 부지를 구입하여 이전하고, 문교부로부터 3년제 초급중학교 인가를 받았다. 1950년 6.25전쟁으로 임시 휴교하여 피난길에 제주도 성산포에서 학교를 임시로 열었으나, 서울 수복 후 돌아와 다시 문을 열었다. 1996년 중,고에서 중학교로 완전 분리되었다.

### 연표
- 1906년 조선시대 말기 제칠일 안식일 예수 재림 교단에서 평안남도 순안에 교역자양성을 위하여 의명학교를 설립하였다.
- 1965년 해방과 6.25를 거쳐 서울에 문교부로부터 설립 인가를 받고 다음해에 첫 입학식이 열렸다.
- 1971년 한국삼육학교로 재설립 인가를 정부로부터 받았다.
- 1996년 중학교의 학급 규모도 커져서 중학교와 고등학교로 분리되었다.
- 2017년 한국삼육학교에서 한국삼육중학교로 교명 변경

## 교육 목표
학교 홈페이지에 따르면 학교의 교육목표는 2008년 현재 다음 네 가지이다.
1. 예수님을 주인으로 섬기는 학교
2. 창의적 자기발전에 힘쓰는 학교
3. 올바른 생활을 실천하는 학교
4. 이웃 사랑을 실천하는 학교

## 교육 특색
생활영어 수업, 국제반 운영 등을 진행하고 있다. 그 외에 주 2시간의 종교(기독교) 수업을 진행하고 있다.